# درواس إنجليزي
الدرواس الإنجليزي (بالإنجليزية: English Mastiff)‏ هو سلالة من الكلاب البريطانية ذات الحجم الكبير جدًا. من المحتمل أنه ينحدر من سلالتي Alaunt و Pugnaces Britanniae القديمتين، مع مساهمة كبيرة من الدرواس الألبي [الإنجليزية] في القرن التاسع عشر. يتميز الدرواس الإنجليزي بحجمه الهائل، ورأسه الضخم، وكسوته القصيرة بمجموعة محدودة من الألوان، ويظهر دائمًا قناعًا أسود، ويشتهر بطبيعته اللطيفة والمحبة. يمكن إرجاع نسب الكلاب الحديثة إلى أوائل القرن التاسع عشر، ولكن الصنف الحديث استقر في ثمانينيات القرن التاسع عشر وحُسّن منذ ذلك الحين. بعد فترة من الانخفاض الحاد، زادت شعبية الدرواس الإنجليزي في جميع أنحاء العالم. طوال تاريخه، ساهم الدرواس الإنجليزي في تطوير عدد من سلالات الكلاب، يُعرف بعضها عمومًا باسم الدَرَاوِس. وهو أكبر الكلاب الحية، ويفوق وزن الذئب بما يصل إلى 50 كغ في المتوسط.